# Церковь Георгия Победоносца (Котра)
Церковь Георгия Победоносца (бел. Царква Георгія Пераможцы) — православный храм, принадлежавший Гродненскому благочинию Гродненской епархии, который находился в деревне Котра (ныне в Гродненском районе Гродненской области). Не сохранилась.

## История
Церковь стояла на берегу реки Котра у деревенского кладбища, в 1,5 верстах от деревни и в 27 верстах от Гродно. Построена из дерева, основатель неизвестен. Согласно надписи на иконе святого великомученика Георгия Победоносца, которую прихожане почитали как чудотворную, она была подарена в 1560 году Иваном Верощинским.
В 1865 году церковь отстроена с помощью княгини Надежды Трубецкой, племянницы князя Константина Святополка-Четвертинского, скидельского помещика. В приходе состояло 1845 человек из сел Котра, Бируличи, Брошковцы, Гущицы, Кашубинцы, Лашевичи, Мазинов и Некраши. При храме было 3 церковные школы (Бируличи, Брошковцы, Мазинов).